# Loma de Hidalgo
Loma de Hidalgo är en ort i Mexiko.   Den ligger i kommunen Jalacingo och delstaten Veracruz, i den sydöstra delen av landet, 190 km öster om huvudstaden Mexico City. Loma de Hidalgo ligger 2 187 meter över havet och antalet invånare är 832.
Terrängen runt Loma de Hidalgo är lite bergig. Runt Loma de Hidalgo är det ganska tätbefolkat, med 90 invånare per kvadratkilometer. Närmaste större samhälle är Teziutlan, 10,2 km nordväst om Loma de Hidalgo. Trakten runt Loma de Hidalgo består till största delen av jordbruksmark.